# باندیکوت خاردار منزیس
باندیکوت خاردار منزیس (نام علمی: Echymipera echinista) نام یک گونه از سرده باندیکوت خاردار گینه نو است.